# Oração eucarística II
A Oração Eucarística II é a oração eucarística mais conhecida e usada na Igreja Católica, embora a Instrução Geral do Missal Romano declare-a "indicada para os dias feriais ou em circunstâncias peculiares", e não para domingos ou festas. Compõe-se de uma forma simples e linguagem bem acessível.

## No Missal Romano
No Missal Romano, a Oração Eucarística II encontra-se depois da Oração Eucarística I e antes da Oração Eucarística III, no Rito da Missa.

## Prefácio próprio
Pelo que tudo indica, a Oração Eucarística II foi a primeira a adotar prefácio próprio, ou seja, a oração eucarística tem um prefácio previsto no seu rito. É claro, todavia, que esse fato não obriga o celebrante a usar o prefácio próprio se quiser usar a Oração Eucarística II, ele pode optar por um outro prefácio que a Liturgia permite de acordo com o tempo litúrgico que se está vivenciando.

## Intercessões da Oração Eucarística II
Assim como toda oração de seu gênero, a Oração Eucarística II também possui intercessões, ou seja, orações feitas após a Consagração do Pão e do Vinho que rogam a Deus pelo sacrifício de Cristo, pela Igreja, pelos falecidos e por todos nós.
Seguem nesta ordem:
- Pelo Santo Sacrifício:

de braços abertos, o sacerdote diz: Celebrando, pois, o memorial da morte e ressurreição do vosso filho, nós vós oferecemos o pão da vida e o cálice da salvação; e vos agradecemos porque nos tornastes dignos de estar aqui na vossa presença e vos servir.
e o povo aclama:Aceitai, ó senhor a nossa oferta.
- Pela união

''de braços abertos, o sacerdote diz: Suplicantes, vos pedimos que, participando do Corpo e do Sangue de Cristo, sejamos reunidos pelo Espírito Santo num só corpo.
e o povo aclama: O Espírito nos una num só corpo
- Pela Igreja

de braços abertos, o sacerdote diz: Lembrai-Vos, ó Pai, da Vossa Igreja que se faz presente pelo mundo inteiro. Que ela cresça na caridade com o papa N., o nosso bispo N. , os bispos do mundo inteiro, os presbíteros, os diáconos e todos os ministros do vosso povo
e o povo aclama: Lembrai-Vos, ó Pai, da Vossa Igreja!
- Pelos falecidos

de braços abertos, o sacerdote diz: Lembrai-Vos também ,na vossa misericórdia , dos (outros) nossos irmãos e irmãs que adormeceram na esperança de ressurreição e de todos os que partiram desta vida: acolhei-os junto a Vós na Luz da vossa face.
e o povo aclama: Concedei-lhes, ó senhor, a luz eterna
- Por todos os cristãos

de braços abertos, o sacerdote diz: Enfim, nós Vos pedimos, tende piedade de todos nós, e dai-nos participar da vida eterna, com a Virgem Maria, Mãe de Deus, São José, seu esposo, os Apóstolos e todos os que neste mundo Viveram na vossa amizade , a fim de Vos louvarmos e glorificarmos, por Jesus Cristo, Vosso Filho.
'